# Oskar Kaul
Hermann Friedrich Oskar Kaul (* 11. Oktober 1885 in Bruckmühl-Heufeld; † 17. Juli 1968 in Unterwössen) war ein deutscher Musikwissenschaftler und Professor in Würzburg.

## Leben
Oskar Kaul wurde 1885 als Sohn des Chemikers Alexander Kaul (1845–1913) und Clara Hoffmanns (* 1855) im oberbayerischen Heufeld, Gemeinde Bruckmühl, geboren. Nach der Volksschule besuchte er ein humanistisches Gymnasium in Köln, anschließend ging er 1905 zum Musikstudium auf das dortige Konservatorium. Er war u. a. Schüler von Max van de Sandt, Lazzaro Uzielli, Fritz Steinbach, Ewald Straeßer und Waldemar von Baußnern. Gleichzeitig studierte er an der Universität Bonn Germanistik und Philosophie. 1908 wechselt er nach München und studierte dort Musikwissenschaft u. a. bei Adolf Sandberger und Theodor Kroyer. Er wurde dort auch Mitglied im AGV München. Kaul promovierte daselbst 1911 über Die Vokalwerke Anton Rosettis zum Dr. phil. Einer einjährigen Lehrtätigkeit am Krefelder Konservatorium folgte 1912 der Ruf an die Königliche Musikschule in Würzburg. Zehn Jahre später wurde er mit einer Arbeit zur Geschichte der Würzburger Hofmusik im 18. Jahrhundert habilitiert. Im Sommer gab er schließlich – erstmals in der Geschichte der Würzburger Musikschule – musikhistorische Vorlesungen. Oskar Kaul strebte einen Ausbau der Musikwissenschaft an und erreichte diesen auch: 1928 erfolgte seine Ernennung zum außerplanmäßigen Professor. Im Dritten Reich wurde das Fach ideologiebedingt wichtiger. Zum ersten Trimester 1941 wurde auf Drängen Kauls in Würzburg ein reguläres musikwissenschaftliches Seminar vom Reichserziehungsministerium zugelassen und eingerichtet, er selbst wurde zum Seminarvorstand ernannt. In dieser Zeit, von 1942 bis 1944, war er zudem als V-Mann des SD in der Würzburger Musikszene aktiv. Während des Zweiten Weltkriegs schied Kaul aus der Universität aus.
Er war 1957 Mitbegründer der Gesellschaft für Bayerische Musikgeschichte, deren Vorsitzender er daraufhin bis 1967 war.
Am 17. Juli 1968 starb Kaul 82-jährig im oberbayerischen Unterwössen.

## Publikationen (Auswahl)
- 1980: Musica Herbipolensis. Aus Würzburgs musikalischer Vergangenheit. Hrsg.: Frohmut Dangel-Hofmann. Gress, Marktbreit, ISBN 978-3-920094-16-8.
- 1968: Thematisches Verzeichnis der Instrumentalwerke von Anton Rosetti. Breitkopf & Härtel, Wiesbaden, DNB 577230557.
- 1935: Zur Musikgeschichte der ehemaligen Reichsstadt Schweinfurt. Becker, Würzburg, DNB 57425899X.
- 1925: Von deutscher Tonkunst. Eine Auslese aus dem musikalischen Schrifttum. R. Oldenbourg, München, DNB 580344746.
- 1924: Geschichte der Würzburger Hofmusik im 18. Jahrhundert. C.F. Becker, Würzburg, DNB 580344738 (Habilitationsschrift).
- 1911: Die Vokalwerke Anton Rosettis. Greven & Bechtold (Dissertation).